# Заколдованные сны
«Заколдованные сны» — альбом украинской певицы Луны и музыкального коллектива «ЛУНА», её четвёртая студийная работа, вторая часть дилогии «Остров свободы» — «Заколдованные сны». Релиз альбома состоялся 24 октября 2018 года. Лонгплей включает в себя 11 полноценных песен. Продюсеры альбома — Луна и Александр Волощук.
Первый сингл «Спящая красавица» вышел 10 октября 2018 года. Клип на эту композицию увидел свет 15 октября 2018 года. Режиссёр клипа — Алина Гонтарь. Видео к песне «Спящая красавица» иллюстрирует и раскрывает тему сновидений, заложенную в сам альбом.
Альбом дебютировал на 2-м месте iTunes Россия, а также на 1-м месте iTunes Украина. В социальной сети ВКонтакте альбом был опубликован для пользователей с платной музыкальной подпиской (выбор редакции Вконтакте, а также официальный плей-лист в сообществе певицы). За первые сутки альбом был прослушан более 350 000 раз.
Альбом «Заколдованные сны» исполнен в духе «золотого времени» (конец 80-х — начало 90-х).

## Список композиций
| №                   | Название            | Автор(ы)                                  | Длительность |
| ------------------- | ------------------- | ----------------------------------------- | ------------ |
| 1.                  | «Спящая красавица»  | Луна, Александр Волощук                   | 3:59         |
| 2.                  | «Заколдованные сны» | Апельсиновый Сок, Александр Волощук       | 4:46         |
| 3.                  | «Виражи»            | Луна, Александр Волощук                   | 3:43         |
| 4.                  | «Отношения»         | Луна, Александр Волощук                   | 5:12         |
| 5.                  | «Ночной визит»      | Луна, Александр Волощук                   | 3:29         |
| 6.                  | «Ангел»             | Луна, Александр Волощук                   | 3:49         |
| 7.                  | «Тропик Козерога»   | Апельсиновый Сок, Александр Волощук       | 4:46         |
| 8.                  | «Сижки»             | Луна, Апельсиновый Сок, Александр Волощук | 4:09         |
| 9.                  | «Ночь закроет»      | Луна, Александр Волощук                   | 5:12         |
| 10.                 | «Чужие люди»        | Луна                                      | 3:52         |
| 11.                 | «Чистый сон»        | Луна, Александр Волощук                   | 2:40         |
| Общая длительность: | Общая длительность: | Общая длительность:                       | 45:35        |

## Рецензии
- Алексей Мажаев (16 ноября 2018). Рецензия: Луна - «Заколдованные сны» ***. intermedia.ru. Дата обращения: 16 ноября 2018.